# Adriana Pană
Adriana Cosmina Pană (18 de diciembre de 2001) es una deportista rumana que compite en halterofilia. Ganó una medalla de plata en el Campeonato Europeo de Halterofilia de 2023, en la categoría de 45 kg.

## Palmarés internacional
| Campeonato Europeo | Campeonato Europeo | Campeonato Europeo | Campeonato Europeo |
| Año                | Lugar              | Medalla            | Categoría          |
| ------------------ | ------------------ | ------------------ | ------------------ |
| 2023               | Ereván (Armenia)   | Medalla de plata   | 45 kg              |